# Circles (canción de Pierce the Veil)
«Circles» es una canción de la banda estadounidense de post-hardcore, Pierce the Veil. Fue estrenada el 27 de abril de 2016 como el primer sencillo tipo streaming del cuarto álbum de estudio de la banda, Misadventures. Fue coescrito por el vocalista de la banda Vic Fuentes, Curtis Peoples, y producido por Dan Korneff.

## Antecedentes
Tras la extensa gira de Pierce The Veil, Collide with the Sky (2012), la banda escribió nuevo material para un cuarto álbum de estudio durante la segunda mitad de 2014 junto al productor Dan Korneff. La banda anunció este LP, Misadventures, el 18 de marzo de 2016, estrenando el segundo sencillo «Texas Is Forever» el mismo día. El 27 de abril de 2016, la banda estrenó «Circles» como el tercer sencillo de Misadventures.

## Estreno
El 27 de abril de 2016, la banda estrenó «Circles» en una corta gira europea de promoción de su cuarto álbum de estudio, Misadventures. El sencillo estuvo disponible vía descarga digital, streaming, y radio airplay. Se escuchó por primera vez en el programa de radio de Annie Mac en BBC Radio 1 el mismo día.

## Vídeo musical
El 6 de junio de 2016, Alternative Press reveló que Pierce The Veil tuvo una sesión fotográfica para el vídeo musical de  «Circles» en Los Ángeles, California, y que también estaría presente la personalidad de la música y la televisión Mate Pinfield.

## Listas
Justo al ser estrenado "Círcles" debutó en el Número 37 en la cartelera de Billboard Twitter Real-Time. En los Estados Unidos, "Círcles" también se posicionó en la casilla número 32 de la lista de Hot Rock Songs. También estuvo de Número 11 en la lista de Velocity Spotify,
| Listas (2016)                               | Posición |
| US Hot Rock & Alternative Songs (Billboard) | 32       |
| US Alternative Airplay (Billboard)          | 31       |
| ------------------------------------------- | -------- |

## Personal
Pierce The Veil
- Vic Fuentes – guitarra rítmica, voz
- Tony Perry – guitarra principal
- Jaime Preciado – bajo
- Mike Fuentes – batería, percusión

Producción
- Dan Korneff – producción

## Fecha de estreno
| País           | Fecha               | Formato          |
| -------------- | ------------------- | ---------------- |
| Estados Unidos | 27 de abril de 2016 | Descarga digital |